# Mayaluka Stadium
Mayaluka Stadium – to stadion piłkarski w Big Bend w Eswatini. Swoje mecze rozgrywają na nim drużyny piłkarskie Moneni Pirates i Green Mamba. Stadion może pomieścić 1 000 osób.